# Sikonge
Sikonge es un valiato de Tanzania perteneciente a la región de Tabora.
En 2012, el valiato tenía una población de 179 883 habitantes, de los cuales 17 140 vivían en la kata de Sikonge.
El valiato abarca el tercio meridional de la región, limitando con las regiones de Katavi, Songwe, Mbeya y Singida. La localidad se ubica unos 50 km al sur de la capital regional Tabora, sobre la carretera B6 que lleva a Mbeya.

## Subdivisiones
Se divide en las siguientes 17 katas:
- Chabutwa
- Igigwa
- Ipole
- Kiloleli
- Kiloli
- Kipanga
- Kipili
- Kisanga
- Kitunda
- Mishenu
- Mole
- Mpombwe
- Ngoywa
- Pangale
- Sikonge
- Tutuo
- Usunga